# 船生誠也
船生 誠也（ふにゅう せいや、1993年12月15日 - ）は、福島県出身のバスケットボール選手である。ポジションはスモールフォワード。仙台89ERS所属。
妹の船生晴香もバスケットボール選手。

## 来歴
前橋育英高校から青山学院大学に進学。
卒業後、アイシンに入社。

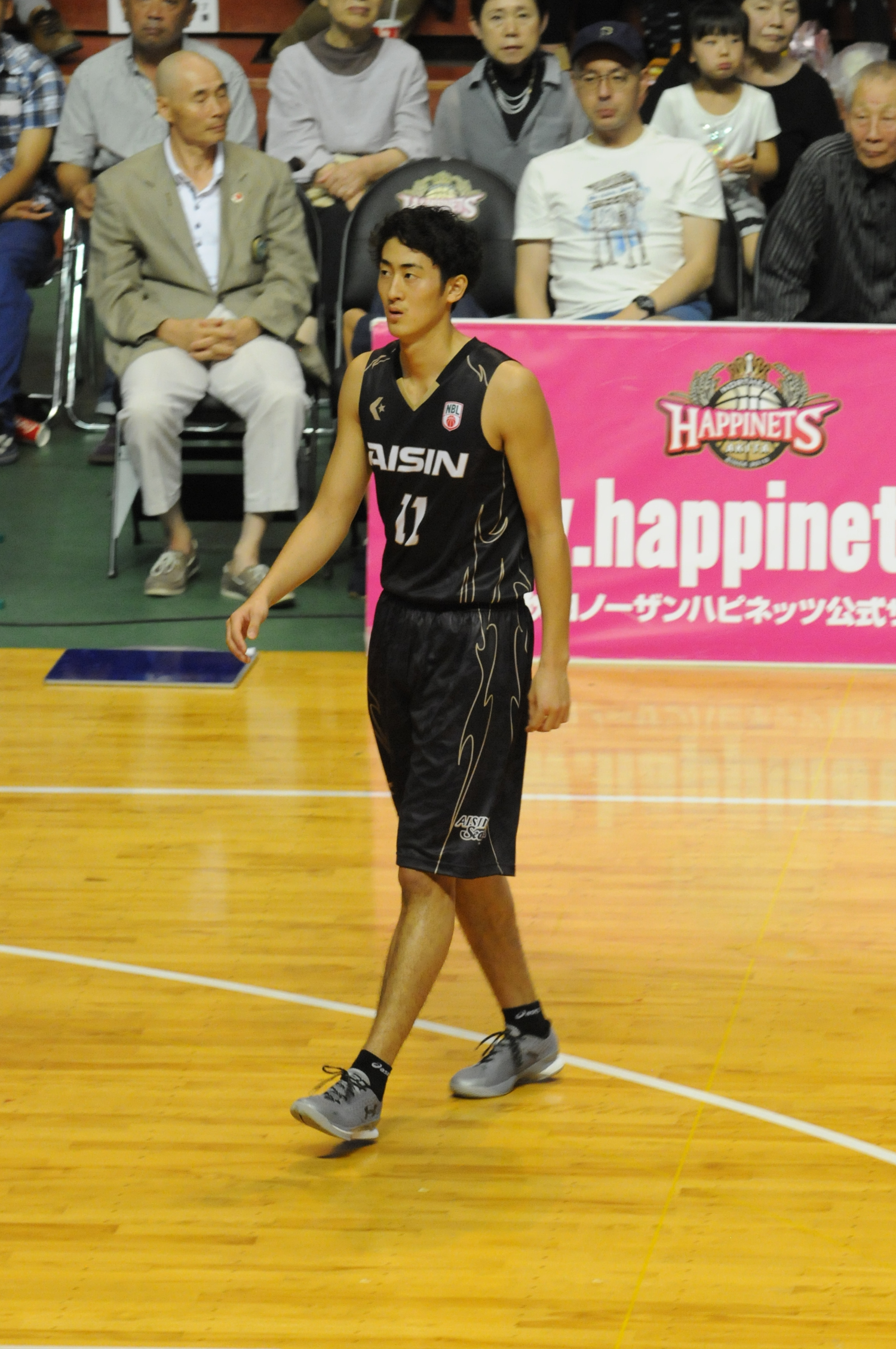
アイシン時代の船生誠也

その後、2016年に名古屋ダイヤモンドドルフィンズ、2018年に富山グラウジーズに移籍。
2020年、琉球ゴールデンキングスに移籍。
2021年、広島ドラゴンフライズに移籍。
2024年、サンロッカーズ渋谷に移籍。
2025年、仙台89ERSに移籍。